# Plants vs. Zombies: Garden Warfare 2
Plants vs. Zombies: Garden Warfare 2 è un videogioco sparatutto in terza persona del 2016, sviluppato da PopCap Games e pubblicato da Electronic Arts per PlayStation 4, Xbox One e Microsoft Windows. Si tratta del sequel di Plants vs. Zombies: Garden Warfare (2014), a sua volta uno spin-off della serie Plants vs. Zombies.

## Modalità di gioco
Plants vs. Zombies: Garden Warfare 2 è uno sparatutto in terza persona, le cui dinamiche di gioco rimangono del tutto simili a quelle del titolo precedente della serie. Le novità introdotte dal gioco riguardano invece 6 nuove classi di personaggi (3 per le piante e 3 per gli zombie), una variante della modalità Operazioni Giardino chiamata Operazioni Tombe e la nuova modalità Attacco Erboso. I personaggi e le modalità incontrate nel gioco precedente ritornano anche in questo titolo, con l'aggiunta di nuove abilità per i personaggi di Garden Warfare.
Rispetto al primo gioco dove si poteva giocare esclusivamente in multiplayer, in Garden Warfare 2 ogni modalità può invece essere giocata in solitaria. Al lancio il gioco garantirà svariate caratteristiche come lo splitscreen per il multiplayer, la possibilità di giocare via server privati, dodici mappe e oltre quaranta personaggi. Inoltre, nel corso del tempo verranno rilasciati dei DLC scaricabili gratuitamente che andranno ad arricchire i contenuti giocabili.
Viene introdotta anche la modalità Cortile di Battaglia che funge da mondo principale completamente esplorabile dai giocatori. Esso contiene svariati portali che consentono di effettuare delle missioni, vedere le miniature dei personaggi sbloccati, collezionare oggetti disseminati nel mondo e partecipare alla modalità chiamata Bandiera della Forza dove bisogna sopravvivere a ondate di nemici guidati dall'AI.
Nelle rispettive basi delle Piante e degli Zombi vi sono alcune caratteristiche comuni come la stanza di personalizzazione, dove il giocatore può cambiare e accessoriare il proprio personaggio, il Pannello delle missioni con diversi obiettivi da raggiungere, il negozio di figurine, il Portale Multiplayer, la cassetta delle lettere e un garage speciale con missioni specifiche per ogni fazione. Inoltre, tutte le varianti delle Piante e degli Zombi sbloccate nel titolo precedente saranno automaticamente trasferite nel gioco.

### Modalità
Tutte le modalità apparse in Garden Warfare ritornano anche in questo gioco, ad eccezione della modalità Banditi dei taco che non è stata riproposta. Sono state aggiunte la variante zombie di Operazioni Giardino, chiamata Operazioni Tombe, e la modalità Attacco Erboso, dove sono le piante ad attaccare e gli zombi devono difendere le tombe.
- Cortile di Battaglia: è il mondo principale completamente esplorabile dai giocatori. Si presenta come una vasta area divisa in due, con le piante da un lato e gli zombie dall'altro, mentre al centro dell'area le due fazioni sono costantemente in lotta; sempre al centro è presente la Bandiera della Forza che dà accesso alla rispettiva modalità. Il giocatore può accedere a Operazioni Giardino tramite il furgone volante di Dave il Pazzo e a operazioni Tombe tramite il dirigibile del Prof. Zombotron, mentre può accedere a qualunque altra modalità tramite il Portale Multigiocatore. Grazie al Tabellone delle Imprese si possono invece completare specifici obiettivi per guadagnare stelle o monete; le varianti dei personaggi e gli oggetti da personalizzazione si acquistano invece tramite il negozio di figurine. Come detto, ogni personaggio può essere modificato nella stanza delle modifiche mentre nella Stanza delle Statistiche si possono promuovere i personaggi per farli salire di livello. Si può anche prendere parte alla modalità storia grazie alle quest proposte dai personaggi non giocabili di ogni fazione. È anche presente un sistema di fognature dove il giocatore può scovare aree nascoste o giocare a Bersagli Pazzi.
- Bandiera della Forza: ubicata al centro del Cortile di Battaglia, è una modalità che vede il giocatore impegnato a difendere una bandiera dalle orde della fazione opposta, ognuna delle quali è sempre più difficile della precedente. Dopo il completamento di ogni orda il giocatore viene ricompensato con delle monete e durante ogni orda viene fatta cadere una cassa che dovrà essere distrutta per rivelare un personaggio che aiuterà il giocatore durante la partita. Essendo una modalità infinita non esiste un vero e proprio vincitore, ma è piuttosto un modo per testare la resistenza del giocatore nel mantenere issata la bandiera. Il gioco finisce quando essa viene conquistata dagli avversari. La prima orda sarà composta da cappotti marroni per le piante e erbacce per gli zombie. Dalla seconda alla ottava ogni orda sarà dedicata ad ognuna delle 7 classi del gioco, infine la nona orda sarà su vari tipi di boss della fazione nemica. Se si riesce a superare questa orda inizia una infinita mista, che appunto non finisce mai e in cui le cassi arriveranno più volte.
- Operazioni Giardino: è una modalità cooperativa che ritorna dal primo gioco e che vede fino a quattro giocatori difendere il proprio giardino dalle ondate di zombie; alla quinta e alla decima ondata vi è un'orda boss rappresentata da una slot machine tenuta dal Dr. Zombotron e che può generare 1, 2 o 3 boss, un jackpot, zombie forti o un Super Boss. Invece alla terza e alla settima orda ci sarà una missione facoltativa, ma che se svolta darà monete extra. Dopodiché, i giocatori devono ritornare al punto di estrazione e sopravvivere fino all'arrivo di Dave il Pazzo. In questo gioco al posto dei giardini dorati ci sono quelli incantati, che danno monete alla fine dell'orda a tutti i giocatori, ma che costa una stella piantarlo.
- Operazioni Tombe: è la modalità opposta a Operazioni Giardino, con gli zombie che difendono una lapide dalle ondate di piante. Alla quinta e decima ondata vi è un'orda boss rappresentata da una slot machine tenuta da Dave il Pazzo che può generare 1, 2 o 3 boss, un jackpot, piante forti o un Super Boss. Dopodiché, i giocatori devono ritornare al punto di estrazione e sopravvivere fino all'arrivo del Prof. Zombotron. Possono capitare delle rare lapidi incantate, che costano una stella ma che danno monete ai giocatori alla fine dell'orda.
- Operazioni Giocatore singolo: è la versione in solitaria delle due precedenti modalità in cui il giocatore può scegliere fino a 3 aiutanti IA e potendosi scambiare fra di loro.
- Eliminazione a squadre: è una sorta di partita in stile deathmatch in cui le due fazioni devono cercare di eliminarsi a vicenda. Vince la squadra che per prima raggiunge il punteggio di 50. In più rianimando un compagno si toglie un punto alla squadra nemica.
- Eliminazione confermata!: del tutto simile alla modalità precedente, con la differenza che per ogni eliminazione il personaggio rilascia una sfera che deve essere raccolta per ottenere il punto. Tale meccanismo funziona anche al contrario, ovvero raccogliere la sfera di un alleato per "negare" il punto agli avversari.
- Tappetino Di Benvenuto: modalità uguale a Eliminazione a squadre, però le personalizzazioni, le migliorie e le varianti sono bloccate e morendo svariate volte si ottiene vita extra. Funge da modalità di "benvenuto" ai nuovi giocatori.
- Tombe e Giardini: è una modalità in cui le piante devono difendere un'area dagli attacchi degli zombie; qualora gli avversarsi riescano a conquistare la zona la mappa si espande ad un'area successiva, per un totale di sei aree. Vince la squadra che riesce a difendere le zone fino allo scadere del tempo oppure quella che riesce a conquistare tutte le zone. Alla sesta area c'è un minigioco da vincere per decretare il vincitore. Il minigioco cambia da mappa a mappa.
- Attacco Erboso: è una modalità simile alla precedente, con le piante che cercano di conquistare le tombe e gli zombie che tentano di difenderle. Le piante, una volta conquistate tutte le tombe, devono completare una missione alla fine dello scenario per una vittoria schiacciante.
- Supremazia Erbosa: mix delle due modalità precedenti che le alterna, attualmente è l'unico modo per giocare a Tombe e giardini e Attacco erboso
- Gnomba: è una modalità dove i giocatori tentano di detonare tre basi avversarie piazzando una bomba tenuta da uno gnomo. Gli avversari hanno la possibilità di disinnescare la bomba entro un limite di tempo. Vince la squadra che riesce a detonare più basi allo scadere del tempo o che detona tutte le basi nemiche.
- Suburbination: è una modalità di dominazione dove l'obiettivo è conquistare tre aree, A, B e C nella mappa da parte della stessa squadra. Se tutte e tre le aree vengono conquistate si attiva la "Suburbination" e la squadra dominatrice ottiene monete e punti fino a quando una delle tre zone non torna nelle mani degli avversari. Vince la squadra che per prima raggiunge i 100 punti.
- Tempo Infinito: è una modalità cooperativa infinita dove i giocatori prendono ciascuno il controllo o di un spazzasauro o di un robogatto e devono eliminare orde di gnomi e ottenere Schegge Temporali per curarsi. Ogni cinque orde il re gnomo, Gnomus, manderà un re impostore che il giocatore dovrà combattere. Una volta sconfitto, il giocatore verrà teletrasportato in un altro regno di diverso colore, iniziando dal blu per poi passare al verde, al giallo, al rosso e infine all'arcobaleno. La modalità non finisce fino a quando il giocatore non viene sconfitto o la stabilità temporale finisce. La ricompensa che si riceve dipenderà dall'ammontare delle Schegge Temporali raccolte durante la partita, valgono anche le schegge lasciate in giro e non raccolte. Se si arriva a 25.000 schegge, si ottiene un pezzo di personaggio leggendario festivo, unico modo per averli.
- Modalità Super mix: è una modalità che si gioca nel portale misterioso. Può essere una modalità multigiocatore con le impostazioni pazze attive.
- Gatti contro dinosauri: è una modalità che si gioca nel portale misterioso. Consiste nell'eliminazione a squadre tra i gatti robotici e i dinosauri robotici dove se viene eliminato un giocatore, non potrà più rigenerarsi. Per vincere un round bisogna eliminare tutti i membri della squadra avversaria. Vince la squadra che vince 3 round. Se entro il tempo limite non finisce la partita, la mappa inizierà a restringersi, distruggendo tutti i giocatori fuori dal bordo.
- Caccia al boss: è una modalità che si gioca in alcune imprese del giocatore singolo e nel portale misterioso. I giocatori sulla mappa piazzeranno un'esca per attirare il boss. Dopo che vengono eliminati alcuni squadroni avversari il boss appare e può essere sfidato. Durante la battaglia il boss attiverà una maledizione e durante questa fase non può subire danni e i giocatori devono fare un obbiettivo per sfuggire alla maledizione. Il boss giocatore singolo delle piante è il Capitano Sfasciatutto nella mappa Ruscello Ghiacciatello, quello giocatore singolo degli zombi è l'Ipnofiore reale nel Parco Temporale. Quelli del portale misterioso sono per le piante Sasquatch nelle Sabbie Sabbiose e il Re Yeti nel Ruscello Ghiacciatello, e per gli zombi lo Schiacciazombi Spettrale (Halloween) nel Centro Acquatico e i Fratelli Gnomus nel Parco Temporale. Nel portale misterioso a difficoltà normale si combatte un boss regolare, a difficoltà difficile si combatte un boss super e a difficoltà pazza un boss epico. I Fratelli Gnomus in più sono gli unici boss della Caccia al Boss divisi in 4, ma con gli stessi HP.
- Conquista il Taco: è una modalità del portale misterioso che si gioca su un formato multigiocatore del cortile di battaglia. L'obiettivo è simile a Banditi dei Taco di GW1, eccetto che vince la squadra che arraffa più Taco.
- Superstiti del Suolo: è una modalità del portale misterioso, simile a Gatti contro dinosauri ma le piante e gli zombi si fronteggiano invece. Vince sempre la squadra che vince più round. Anche in questa modalità la mappa si restringe.

In questo nuovo titolo sono state aggiunte 6 nuove classi di personaggi (3 per ciascuna fazione) in aggiunta ai personaggi classici. Ogni personaggio possiede diverse varianti, ognuna con uno specifico attacco principale; alcune varianti dei personaggi classici sono state riproposte mentre altre sono del tutto nuove. Fra le varianti ve ne sono alcune particolari: la variante leggendaria "festiva" si può sbloccare solamente tramite la modalità Tempo Infinito dopo avere raccolto almeno 25.000 Schegge Temporali; la variante rara "speciale" della Masticazombi unicorno si può invece ottenere soltanto dopo avere raggiunto il grado 313 in GW1 , ovvero il livello massimo del gioco; la variante rara "speciale" dello Zombolino Z7 è stata creata per coloro che hanno preordinato il gioco ed il personaggio si ispira alla serie di Mass Effect, sebbene tale personaggio sia ottenibile anche grazie alla Deluxe Edition del gioco. Buona parte dei personaggi possiedono delle varianti "classiche" in comune: la variante focosa (infligge danni da fuoco al bersaglio dopo averlo colpito), gelata (i colpi rallentano il bersaglio fino a congelarlo), tossica (avvelena i bersagli colpendoli o con la sua semplice vicinanza) ed elettrica (i danni si trasmettono dal bersaglio colpito a quelli vicini). Ai nuovi personaggi è stata aggiunta la variante festiva (il personaggio, dopo aver eliminato un determinato numero di nemici, diventa temporaneamente più forte e veloce). Di seguito l'elenco completo di tutte le varianti di ogni singolo personaggio.

### Piante
- Cedro (nuova classe):
  - Cedro ghiaccioloso
  - Cedro elettrico
  - Cedro metallizzato (personaggio leggendario)
  - Cedro tossico
  - Cedro festivo (personaggio leggendario)

- Rosa (nuova classe):
  - Rosa sacerdotessa
  - Rosa focosa
  - Rosa ghiacciolosa
  - Rosa festiva (personaggio leggendario)
  - Rosa negromante

- Chicco di mais (nuova classe):
  - Pannocchia grigliata
  - Maiscagnozzo
  - Popcorn
  - Chicco di mais festivo (personaggio leggendario)
  - Chicco di mais commando (personaggio leggendario)

- Sparasemi
  - Sparasemi focosa
  - Sparasemi gelata
  - Sparasemi tossica
  - Sparasemi commando
  - Agente sparasemi
  - Sparasceriffo
  - Sparaplasma
  - Sparasemi rocciosa (nuovo)
  - Sparasemi elettrica (nuovo)

- Tronco in fiamme:
  - varianti ignote

- Masticazombi:
  - Masticazombi focosa
  - Masticazombi turbo
  - Elettro-masticazombi
  - Contessa mastidracula
  - Masticazombi tossica
  - Masticazombi corazzata
  - Cosa masticosa
  - Masticazombi Yeti (nuovo)
  - Masticazombi disco (nuovo, personaggio leggendario)
  - Masticazombi unicorno (personaggio speciale)
  - Masticazombi del crepuscolo (personaggio speciale)

- Girasole:
  - Fiore focoso
  - Elettro-fiore
  - Fiore ombroso
  - Fiore mistico
  - Petallaro
  - Farasole
  - Fiore alieno
  - Girasole vampiro (nuovo)
  - Girasole di pezza (nuovo)

- Cactus:
  - Cactus focoso
  - Cactus gelato
  - Elettro-cactus
  - Cactus del futuro
  - Cactus mimetico
  - Cactus fuorilegge
  - Cactus giada
  - Cactus zen (nuovo)
  - Cactus pietrificato (nuovo)

### Zombi
- Zombolino (nuova classe):
  - Draghetto
  - Zombolino segnaletico
  - G.A.M.B.E.R.olino
  - Zombolino festivo (personaggio leggendario)
  - Zombolino Z7 (personaggio speciale)
  - Zombolino furfante (personaggio leggendario)

- Super Zomb (nuova classe):
  - Zomb cosmico
  - Zomb elettrico
  - Zomb tossico (personaggio leggendario)
  - Zomb colazione
  - Zomb festivo (personaggio leggendario)

- Capitan Barbamorta (nuova classe):
  - Capitan Cannone
  - Capitan Faccia Infuocata
  - Capitan Morso di squalo
  - Capitan Festaiolo (personaggio leggendario)
  - Capitan Starnazzo

- Fante:
  - Super commando
  - Soldato artico
  - Corazziere
  - Generale supremo
  - Ranger mimetico
  - Soldato dei cieli
  - Centurione
  - Ranger del parco (nuovo)
  - Sommozzatore (nuovo)

- Ingegnere:
  - Saldatore
  - Elettricista
  - Meccanico
  - Imbianchino
  - Idraulico
  - Giardiniere paesaggista
  - Perito netturbino
  - Z fonico (nuovo)
  - AC Perry (nuovo)

- Scienziato:
  - Biologo marino
  - Dottor tossico
  - Fisico
  - Astronauta
  - Chimico
  - Archeologo
  - Paleontologo
  - Zoologo (nuovo)
  - Informatico (nuovo, personaggio leggendario)

- Fuoriclasse:
  - Stella del cricket
  - Stella delle parate
  - Stella del baseball
  - Stella dell'hockey
  - Stella del rugby
  - Stella del wrestling
  - Stella del golf
  - Stella del motocross (nuovo)
  - Stella del tennis (nuovo)

- Hover-Capra 3000:
  - varianti ignote

## Sviluppo
Un nuovo videogioco di Plants vs. Zombies è stato rivelato alla presentazione degli annuali dati finanziari di Electronic Arts. Il sequel di Garden Warfare è stato annunciato l'8 giugno 2015 mentre il trailer di Garden Warfare 2 è stato presentato per la prima volta all'E3 del 2015 come parte della presentazione tenuta da Microsoft e anche il 22 agosto 2015 durante il webcast di Xbox Live sempre in occasione dell'E3. Durante il Gamescom 2015 è stata invece presentata una variante dello Z-Mech ispirata a Mass Effect e chiamata Grass Effect.
Una verifica beta del gioco si è tenuta dal 14 al 16 gennaio 2016 per PlayStation 4 e Xbox One.Tuttavia, questa è stata soltanto un'ampia messa a punto per il multiplayer e le modalità di gioco, mentre il Cortile di Battaglia è rimasto disabilitato. Una versione di prova del gioco è stata realizzata alla fine di aprile 2016 e ha consentito ai giocatori di giocare fino a 10 ore.
PopCap Games ha rilasciato il primo contenuto gratuito l'8 marzo 2016 chiamato Pacchetto Varietà Tombale che contiene alcuni bilanciamenti e la nuova mappa Centro Acquatico.Il 1 aprile 2016 viene celebrato Zombrimavera e si ricevono pacchetti con dentro oggetti a tema di Pasqua. Un altro pacchetto, intitolato Guai a Zombopolis Parte 1, è stato rilasciato il 1 giugno 2016aggiungendo la mappa Zombopolis e i personaggi Cedro Tossico e Zomb Colazione con il pacchetto Zombopolis pazzoide mentre il 30 giugno è stato rilasciato il contenuto Guai a Zombopolis Parte 2 che introduce il progressometro e le imprese di consegna. L'8 settembre 2016 viene rilasciato il contenuto Le prove di Gnomus che introduce il portale misterioso nel municipio e il mondo sotterraneo degli gnomi dove si completano 4 prove: ricordo, tiro, equilibrio e sventura rovente . Per accedere alle prove bisogna avere una chiave e alla fine di una prova si ha una combinazione da mettere. Se la combinazione è giusta si combatte uno squadrone di gnomi per eliminare un guardiano. Eliminare un guardiano apre un portale che ha un forziere ricompensa e 2 simboli della combinazione finale. Eliminando il guardiano arcobaleno si apre il portale centrale che contiene 2 forzieri con lucchetti arcobaleno. I lucchetti si aprono con le stelle arcobaleno che si ottengono giocando nel portale misterioso. I due forzieri contengono 2 nuove classi(Tronco in fiamme per le piante e Hover-Capra 3000 per gli zombi). Viene anche rilasciato il bazaar di Rux, un negozio gestito da uno gnomo ribelle che vende alcuni oggetti esclusivi. Il 1 dicembre 2016 viene rilasciato il contenuto Combattenti in prima linea che introduce i personaggi Chicco di mais commando, Rosa negromante, Capitan Starnazzo e Zombolino furfante, la mappa Appartamenti del fronte e lo schermo condiviso online oltre all'edizione festiva del gioco. Il gioco viene poi lasciato interrotto con soltanto patch per modificare i personaggi, poi riprendono nell'anno 2018. Il 6 dicembre 2018 esce il contenuto Conquista il Taco che introduce una nuova modalità nel portale misterioso, nuove impostazioni pazze e costumi per il Tronco in fiamme e Hover-Capra 3000. Il 14 febbraio 2019 uscì un contenuto che introdusse la Masticazombi del Crepuscolo, una nuova modalità del portale misterioso e la mappa di Tombe e giardini "Colline di noci" di GW1. A causa di problemi soltanto le classi di GW1 possono essere giocate su quella mappa. Il 30 Giugno arrivò un aggiornamento che conteneva nuove modalità Super mix con nuove impostazioni pazze e si sarebbero giocate dal 16 Luglio al 2 Settembre. Il 4 Settembre poi gli sviluppatori fermarono lo sviluppo sul gioco per rilasciare il sequel spin-off: Plants vs. Zombies: La battaglia di Neighborville.